# Тибо I (граф Бара)
Тибо I (фр. Thiébaut Ier de Bar; нем. Theobald I von Bar; около 1158 — 12 или 13 февраля 1214, похоронен в Сен-Мийеле) — граф Бара с 1190, граф Люксембурга, Дарбюи и де Ла Рош-ан-Арденн с 1197, сын Рено II, графа Бара, и Агнес Шампанской, дочери Тибо IV де Блуа, представитель Монбельярского дома.

## Биография
Тибо I был вторым сыном графа Рено II, и после его смерти 25 июля 1170 года получил сеньории Брие в Мёрте и Мозеле и Стене в Мёзе, а его брат Генрих I стал графом Бара. Его мать принадлежала к дому де Блуа-Шампань, который правил в графстве Шампань, на севере Франции. Род графов Шампани соперничал на региональном уровне с герцогами Лотарингии и возглавлял оппозицию против короля Франции Филиппа II Августа.
Тибо отправился вместе с братом Генрихом в Третий крестовый поход, но тот был убит в 1191 году при осаде Акко. Генрих не имел наследников, и титул графа Бара перешел к Тибо.
Возвратившись в Европу, Тибо посвятил себя увеличению его территориальных владений, вступив в брак с богатой наследницей. После смерти в 1196 году графа Люксембурга Генриха IV Слепого, не оставившего сыновей, император Генрих VI передал Люксембург графу Бургундии Оттону I.
В 1197 году Тибо приобрел графство Люксембург, женившись на 11-летней единственной дочери Генриха V Эрмезинды, и завладел огромной территорией между Францией и Священной Римской империей. Тибо I договорился с Оттоном, в результате чего тот отказался от Люксембурга в пользу Тибо и Эрмезинды. Тибо также приобрел графства Дарбюи и Ла Рош-ан-Арденн, но ему не удалось вернуть маркграфство Намюр, ранее принадлежавшее Генриху Слепому, а затем переданное его племяннику Бодуэну V, графу Эно. Император Оттон IV Браунгшвейский признал за Тибо графство Люксембург.
Также на Люксембург претендовал маркграф Намюра Филипп I, а Тибо предъявил свои права на Намюр. Окончательным исходом этой борьбы стал достигнутый компромисс в 1199 году. 26 июля по Динанскому договору, с согласия короля Германии Филиппа Швабского, Филипп получал Намюр, а Эрмезинда и Тибо — графство Люксембург, отказавшись от прав на маркграфство.
В 1202 году герцог Лотарингии Симон II подписал договор с Тибо, по которому Тибо признавал за Симоном все его земли. В свою очередь, Тибо получил сюзеренитет над графством Водемон, что придавало ему большое значение в герцогстве Лотарингия.
В 1211 году граф Тибо разграбил церковь, принадлежавшую епископу Меца, за что был отлучен от церкви. Чтобы избежать в паломничества в Палестину в наказание, Тибо принял участие в крестовом походе против катаров, но не одобрял план разорения графства Фуа Симона де Монфора и не считал нужным следовать в Керси, что не входило в планы крестового похода.
Он умер в 1214 году, незадолго до битвы при Бувине. Его территория была поделена на две части: Бар достался его сыну Генриху II, а править Люксембургом продолжала овдовевшая Эрмезинда. В том же году она вышла замуж за герцога Лимбурга Валерана III, ставшего графом Люксембурга и обладателем других территорий.

## Брак и дети
1-я жена: с ок. 1176 Лауретта де Лоон (ок. 1155—1177/83), дочь Людовика I, графа де Лоон, разведена с Жилем де Монтегю, графом Монтегю. Дети:
- Агнес (ок. 1177—19 июня 1226, похоронена в аббатстве Бопре); муж с начала июля 1189: Ферри II (ок. 1162—1213), герцог Лотарингии с 1206

2-я жена с 1189 (развод около 1195): Эрмезинда де Бар-сюр-Сен (умерла 1211), дочь Ги де Бриенна, графа де Бар-сюр-Сен и Петронеллы-Елизаветы де Шакене, вдова Ансо III, сира де Трайнель.
- Генрих II (1190—убит в битве при Газе 13 ноября 1239), граф Бара с 1214
- Агнес (умерла до 1225); муж: Гуго I де Шатийон (умер 9 апреля 1248), сеньор де Шатийон-сюр-Марн с 1219, граф де Сен-Поль с 1226, граф Блуа и Шатодёна 1231—1241
- Маргарита (умерла после 1259); муж: Генрих фон Зальм (1191—после 21 сентября 1228)

3-я жена с 1197: Эрмезинда (июль 1186 — 12 февраля 1247), графиня де Ла Рош и Дарбюи с 1194, графиня Люксембурга с 1197; 2-й муж: с 1214 Валеран III (ум. 1226), герцог Лимбурга с 1221, граф Люксембурга с 1214
- Рено (умер 3 апреля 1211/февраль 1214)
- Генрих (умер 3 апреля 1211/февраль 1214)
- Елизавета (умерла 11 апреля/1 августа 1262); муж с 1218: Валеран II Лимбургский (умер 20 апреля/22 июля 1242), сеньор Моншау, сын Валерана III, герцога Лимбурга
- Маргарита (до июля 1270); 1-й муж: Гуго III (умер 20 апреля или 4 мая 1243), граф де Водемон с 1242; 2-й муж: Генрих де Дампьер-ан-Астенуа (умер апрель/май 1259), сеньор де Бюи